# No War but the Class War
No War But The Class War (на български Никоя война освен класовата война!) е девиз, изразяващ противопоставяне на войната в капиталистическите общества, използван от анархисти и комунисти. Също така е име на различни антиавторитарни и антикапиталистически групи.

## Групи
Първите две NWBTCW групи се появяват в Лондон през Войната в Залива 1990 – 1991 и Войната в Косово от 1999 година. И двете се разпадат, след като съответната война, срещу която протестират, е приключена. Трета група се появява в Лондон в началото на Войната в Афганистан през октомври 2001 г.

## Като лозунг
Като лозунг, „No War But The Class War“ се използва от хора, които не са непременно свързани с някоя от горните групи. Той е широко използван от различни марксистки групи за подчертаване на важността на класовата борба над другите политически цели и като общ антивоеннен призив.
Фразата е използвана в първия епизод на сериала от 1975 г. „Дни на надежда“, който предизвиква противоречия в Британия относно представянето на британската армия по време на Първата световна война. Във филма социалист, дезертирал от британската армия, казва „Аз не съм пацифист“. Бих воювал във война, но само в онази единствена война, която има смисъл – и това е класовата война“.
Лозунгът в общи линии обобщава позицията на Федерацията на анархистите-комунисти в България по отношение на войните, водени от капиталистическите правителства по света.